# Cyclocross Ruddervoorde 2015
De 28e editie van de Cyclocross Ruddervoorde werd gehouden op 8 november 2015 in Ruddervoorde. De wedstrijd maakte deel uit van de Superprestige veldrijden 2015-2016. De Belg Kevin Pauwels behaalde hier zijn eerste zege van het seizoen, zijn landgenoot Wout van Aert bleef aan de leiding in het Superprestige-klassement.

## Mannen elite

### Verloop
Bij de start ging Kevin Pauwels als eerste het veld in. In de beginperiode waren alleen Sven Nys en Tom Meeusen in staat om de oversteek te maken. De twee voorsten op het Europees kampioenschap de dag ervoor, Lars van der Haar en Wout van Aert, waren in deze fase van de wedstrijd niet vooraan te zien. Pauwels had de race stevig in handen: Meeusen kon het tempo niet bijhouden en Nys maakte hierna een stuurfout, waardoor Pauwels van hem weg kon rijden. Van Aert reed een goede inhaalrace, haalde Nys bij en reed naar de tweede plaats, waardoor hij nu steviger aan de leiding staat in het Superprestige-klassement.

### Uitslag
| Plaats  | Naam              | Ploeg                         | Tijd     |
| ------- | ----------------- | ----------------------------- | -------- |
| Winnaar | Kevin Pauwels     | Sunweb-Napoleon Games         | 1u01'05" |
| 2       | Wout van Aert     | Vastgoedservice-Golden Palace | + 15"    |
| 3       | Sven Nys          | Crelan-AA Drink               | + 29"    |
| 4       | Klaas Vantornout  | Sunweb-Napoleon Games         | + 1'07"  |
| 5       | Tom Meeusen       | Telenet-Fidea                 | + 1'17"  |
| 6       | Lars van der Haar | Giant-Alpecin                 | + 1'36"  |
| 7       | Corné van Kessel  | Telenet-Fidea                 | + 2'01"  |
| 8       | Dieter Sweeck     | ERA Real Estate-Murprotec     | + 2'07"  |
| 9       | Laurens Sweeck    | ERA Real Estate-Murprotec     | + 2'10"  |
| 10      | Tim Merlier       | Vastgoedservice-Golden Palace | + 2'13"  |
| 11      | 0                 |                               |          |
| 12      | 0                 |                               |          |
| 13      | 0                 |                               |          |
| 14      | 0                 |                               |          |
| 15      | 0                 |                               |          |

| Pos. | Punten |
| ---- | ------ |
| 1    | 80     |
| 2    | 60     |
| 3    | 40     |
| 4    | 30     |
| 5    | 25     |
| 6    | 20     |
| 7    | 17     |
| 8    | 15     |
| 9    | 12     |
| 10   | 10     |
| 11   | 8      |
| 12   | 5      |
| 13   | 4      |
| 14   | 2      |
| 15   | 1      |

### Stand Superprestige
Na 3 wedstrijden (Cyclocross Gieten, Cyclocross Zonhoven en Cyclocross Ruddervoorde) was dit de stand voor de Superprestige:
| Plaats | Naam              | Ploeg                         | Punten |
| ------ | ----------------- | ----------------------------- | ------ |
| 1      | Wout van Aert     | Vastgoedservice-Golden Palace | 44     |
| 2      | Kevin Pauwels     | Sunweb-Napoleon Games         | 37     |
| 3      | Sven Nys          | Crelan-AA Drink               | 37     |
| 4      | Lars van der Haar | Giant-Alpecin                 | 35     |
| 5      | Klaas Vantornout  | Sunweb-Napoleon Games         | 23     |
| 6      | Laurens Sweeck    | ERA Real Estate-Murprotec     | 22     |
| 7      | Rob Peeters       | Vastgoedservice-Golden Palace | 21     |
| 8      | Tim Merlier       | Vastgoedservice-Golden Palace | 19     |
| 9      | Tom Meeusen       | Telenet-Fidea                 | 17     |
| 10     | Julien Taramarcaz | ERA Real Estate-Murprotec     | 14     |

### Veranderingen
- Kevin Pauwels stijgt van de vierde naar de tweede plek, ten koste van Lars van der Haar - die vierde komt te staan achter Sven Nys.
- Klaas Vantornout stijgt van de negende naar de vijfde plek, vanwaar Rob Peeters zakt naar plaats zeven.
- Julien Taramarcaz daalt van de zevende naar de tiende plek.
- Gianni Vermeersch zakt uit de top tien, waarvoor Tom Meeusen in te plaats komt op plek 9.

1988 · 
1989 · 
1990 · 
1991 · 
1992 · 
1993 · 
1994 ·
1995 ·
1996 · 
1997 · 
1998 ·
1998 · 
1999 · 
2000 · 
2001 · 
2002 · 
2003 ·
2004 · 
2005 · 
2006 · 
2007 · 
2008 · 
2009 ·
2010 · 
2011 · 
2012 · 
2013 · 
2014 · 
2015 · 
2016 · 
2017 · 
2018 · 
2019 · 
2020 · 
2021 · 
2022 · 
2023 ·
2024
 Cyclocross Gieten · 
 Cyclocross Zonhoven · 
 Cyclocross Ruddervoorde · 
 Cyclocross Asper-Gavere · 
 GP Région Wallonne · 
 Cyclocross Diegem · 
 Vlaamse Aardbeiencross · 
 Noordzeecross